# Alberto Javier Ahumada Padilla
Alberto Javier Ahumada Padilla (n. Colima, Colima; 8 de octubre de 1925) es un político mexicano miembro del Partido Revolucionario Institucional. Ingeniero civil por la Universidad Nacional Autónoma de México, fue Presidente de la Federación Estatal de la Pequeña Propiedad y diputado federal suplente de Agustín González Villalobos por el I Distrito Electoral Federal de Colima de Colima en la LI Legislatura del Congreso de la Unión de México. Ahumada Padilla fue presidente del Consejo Directivo de la Asociación Ganadera Local de Colima, consejero de la Aseguradora Nacional Agrícola y Ganadera, consejero del Banco Nacional de Crédito Rural de Occidente, presidente del Comité Estatal Pro-Erradicación de la Rata de Campo, miembro del Comité Agropecuario Estatal, del Comité Directivo Agrícola de Riego y del Comité Agrícola Temporal. Fue senador durante la LII Legislatura del Congreso de la Unión de México y la LIII Legislatura del Congreso de la Unión de México. 